# Barsa-Kelmes

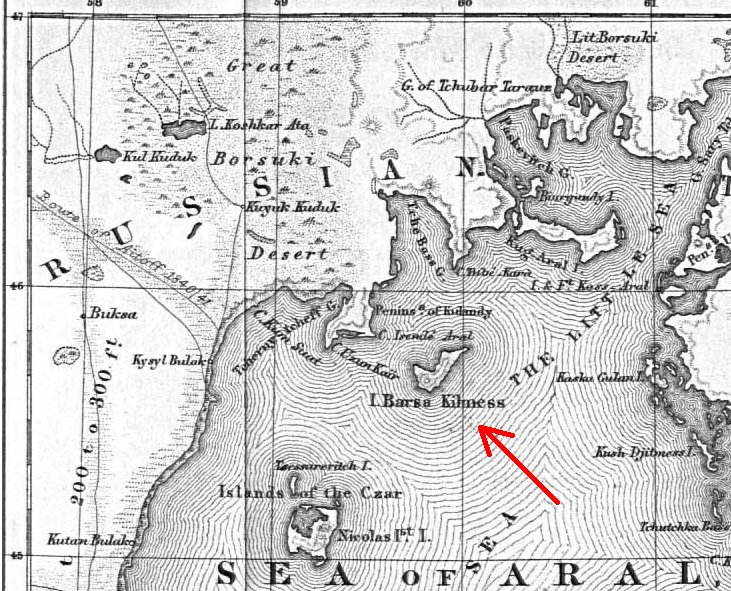
Detalle del mapa de 1853 del Mar de Aral (del Journal of the Royal Geographical Society, Vol. 23, 1853, para acompañar el "Estudio del mar de Aral por el comandante A. Butakoff, Armada Imperial Rusa, 1848 y 1849")

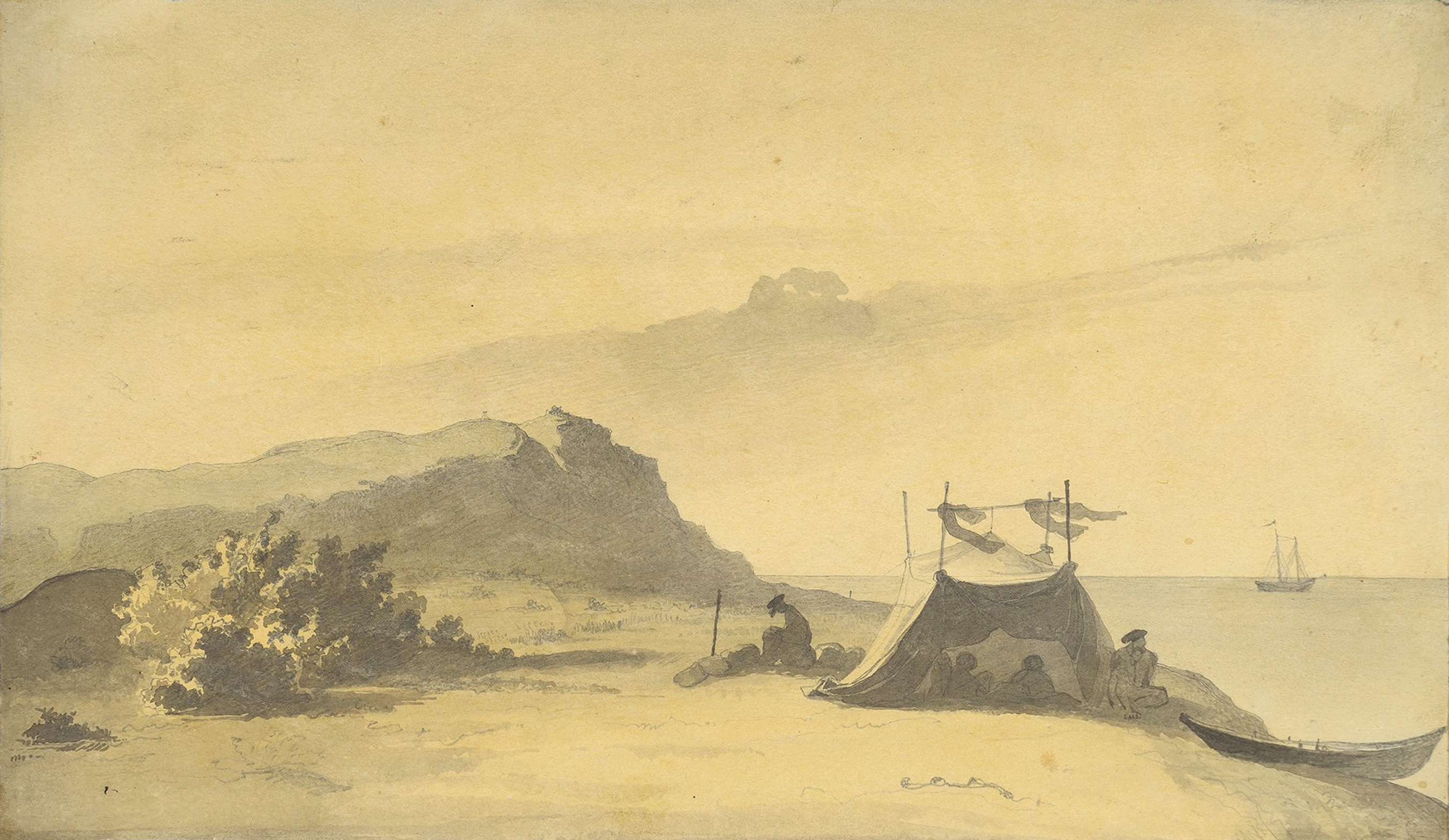
Taras Shevchenko: Tienda de la expedición en la isla de Barsa-Kelmes en 1848

Barsa-Kelmes, en ruso: Барсакельмес, en kazajo: Барсакелмес, Barsakelmes significa «el lugar de no retorno», es una antigua isla, la más grande del Mar de Aral. Su superficie era de 133 km² en la década de 1980, pero a medida que el mar se hizo más somero fue creciendo constantemente su superficie, hasta que en la década de 1990 dejó de ser una isla. Su mayor altitud es de 113 m.
Abarca la Reserva Natural de Barsa-Kelmes. Debido a los depósitos de sal nativa, se recomienda a los visitantes que cierren los ojos durante las tormentas de polvo y los vientos fuertes.

## Historia
El primer levantamiento registrado de Barsa-Kelmes se hizo en agosto de 1848, cuando el geógrafo A. Maksheyev y el topógrafo A. Akishev hicieron un levantamiento topográfico de la isla y describieron su paisaje. Los primeros bosquejos de la flora y la fauna local fueron hechos por Taras Shevchenko, uno de fundadores de la literatura moderna ucraniana y visionario de la Ucrania moderna.
Una araña saltadora, Sitticus barsakelmes, recibió el nombre de la isla en 1998.

### Leyenda urbana
Durante la segunda mitad del siglo XX, hubo una persistente leyenda urbana sobre los fenómenos paranormales que ocurrían en la isla. La leyenda llegó a su punto álgido a principios de los 90, cuando la revista de ciencia popular Tekhnika Molodyozhi publicó un gran artículo sobre estos fenómenos, mencionando al estudiante de medicina local Sergey Lukyanenko  como su principal fuente. Contó una atractiva historia sobre el flujo variable del tiempo en la isla y la posible visita de ovnis, y presentó cartas e historias de los pescadores locales sobre extrañas variaciones temporales, expediciones que desaparecen y otros misterios.
Sin embargo, más tarde se reveló que las leyendas eran una serie de elaborados engaños perpetrados por sucesivas generaciones de escritores y periodistas locales, que las publicaciones centrales de la URSS habían creído y recogido para aumentar el interés público. El engaño había sido de hecho perpetrado primero y luego revelado por Lukyanenko y Grigory Neverov, entonces presidente del KLF MGU (KLF = kluba lyubiteley fantastiki, club de aficionados a la fantasía), cuya participación lo inició todo. Cuando Neverov preguntó a sus colegas de la Unión Soviética si recordaban alguna historia sobre fenómenos paranormales en sus regiones, Lukyanenko, entonces miembro activo del KLF de Almaty, recordó algunos rumores sobre acciones misteriosas en el Barsa-Kelmes y decidió gastarle una broma al moscovita. Encontró el origen de los rumores, una vieja historia en un periódico local, junto con sus amigos fabricó las evidencias como las cartas de los pescadores, e incluso inventó una versión local de una epopeya kazaja sobre el héroe Koblandy Batyr [kk]. Neverov se creyó una historia y la reportó a la redacción de la TM, que publicó el artículo. Más tarde, cuando Lukyanenko admitió el engaño a Neverov, trataron de rastrear el origen del artículo que había inspirado la broma, y descubrieron que en sí mismo era una broma de un periodista local.